# Haushaltspanel der Europäischen Gemeinschaft
Das Haushaltspanel der Europäischen Gemeinschaft (European Community Household Panel ECHP) ist eine multinationale Langzeitstudie mit Schwerpunkt der wirtschaftlichen und sozialen Situation der Bevölkerung. Durchgeführt wurde das ECHP von Eurostat, dem statistischen Amt der Europäischen Union.
In acht Wellen wurde zwischen 1994 und 2001 ein Panel aus über 60.000 Haushalten (ca. 5.000 in Deutschland) mit ca. 130.000 Personen untersucht. Dabei waren nicht alle Länder durchgehend beteiligt. So stieß Österreich erst mit seinem EU-Beitritt zur zweiten Welle hinzu, Finnland zur Dritten. Zum Teil wurde das ECHP durch vergleichbare nationale Studien ergänzt, wie in dieser Tabelle zusammengefasst ist:
Seit 2003 wurde das ECHP durch seinen Nachfolger, die EU-Statistik über Leben und Einkommen (EU-SILC) abgelöst.
| Land                                                                                 | Vollständig im ECHP | Nationale Daten, die integriert wurden |
| ------------------------------------------------------------------------------------ | ------------------- | -------------------------------------- |
| Belgien, Dänemark, Frankreich, Griechenland, Italien, Niederlande, Spanien, Portugal | 1994–2001           | -                                      |
| Deutschland                                                                          | 1994–2001           | 1994–2001 (Sozio-oekonomisches Panel)  |
| Finnland                                                                             | 1996–2001           | -                                      |
| Großbritannien                                                                       | 1994–1996           | 1994–2001 (BHPS)                       |
| Luxemburg                                                                            | 1994–1996           | 1997–2001 (PSELL)                      |
| Österreich                                                                           | 1995–2001           | -                                      |
| Schweden                                                                             | -                   | 1997–2001 (SLCS)                       |